# Los ricos no piden permiso
Los ricos no piden permiso è una telenovela argentina trasmessa su El Trece dall'11 gennaio al 26 dicembre 2016.

## Trama
Lontano dalla grande città, la casa di Villalba sta imponendo in una vasta distesa di terra fertile che, generazione dopo generazione, ha rafforzato il potere economico e il riconoscimento sociale della famiglia tradizionale e lignaggio.

## Personaggi
- Rafael Medina, interpretato da Luciano Castro
- Julia Monterrey, interpretata da Araceli González
- Agustín Villalba/Campos, interpretato da Gonzalo Heredia
- Elena Rodríguez/Villalba, interpretata da Agustina Cherri
- Marcial Campos, interpretato da Luciano Cáceres
- Victoria Levingston, interpretata da Julieta Cardinali
- Antonio Villalba, interpretato da Juan Darthés
- Ana Villalba, interpretata da Sabrina Garciarena
- Hugo "Negro" Funes, interpretato da Alberto Ajaka
- Bernarda Cerviño, interpretato da Leonor Benedetto
- Lisandro Villalba, interpretato da Raúl Taibo
- Esther Barrientos, interpretato da Leonor Manso
- Juan Domingo Juárez, interpretato da Nicolás Riera
- Marisol Falcón, interpretata da Malena Solda
- Josefina Mansilla, interpretata da Eva De Dominici
- Osvaldo Rolón, interpretato da Guillermo Arengo
- Luisa "Cuca" Domínguez, interpretata da Mirima Odorico
- Padre Evaristo Rossi, interpretato da Alberto Martín
- Laura Faraón de Villalba, interpretata da Viviana Saccone

## Puntate
| Stagione       | Puntate | Prima TV Argentina | Prima TV Italia |
| -------------- | ------- | ------------------ | --------------- |
| Prima stagione | 225     | 2016               | inedita         |

## Distribuzioni internazionali
| Paese    | Canale/i       | Prima TV assoluta           | Titolo                                                         |
| -------- | -------------- | --------------------------- | -------------------------------------------------------------- |
| Paraguay | El Veintisiete | ?                           | Los ricos no piden permiso (I ricchi non chiedono il permesso) |
| Uruguay  | Teledoce       | 15 febbraio 2016 - concluso | Los ricos no piden permiso (I ricchi non chiedono il permesso) |